# 川喜田敦子
川喜田 敦子（かわきた あつこ、1974年 - ）は、日本のドイツ史学者、東京大学教授。

## 経歴
東京都生まれ。1993年東京都立戸山高等学校卒業。1997年東京大学教養学部教養学科ドイツ分科卒業。2002年東京大学大学院総合文化研究科（地域文化研究専攻）博士課程修了、「ドイツ連邦共和国における被追放民の統合」で博士（学術）の学位を取得。2004年東京大学大学院総合文化研究科助手、2005年同ドイツ・ヨーロッパ研究センター特任助教授、2007年特任准教授、2010年大阪大学大学院言語文化研究科准教授（ドイツ語）、2013年中央大学文学部准教授、2015年教授、2020年東京大学大学院総合文化研究科准教授、2022年教授。

## 著書
- 『ドイツの歴史教育』(シリーズ・ドイツ現代史) 白水社, 2005.12
- 『東欧からのドイツ人の「追放」 二〇世紀の住民移動の歴史のなかで』白水社, 2019

### 共編著
- 『〈境界〉の今を生きる 身体から世界空間へ・若手一五人の視点 人文・社会科学振興プロジェクト』荒川歩,谷川竜一, 内藤順子, 柴田晃芳共編. 東信堂, 2009
- 『歴史としてのレジリエンス 戦争・独立・災害』 (災害対応の地域研究) 西芳実共編著. 京都大学学術出版会, 2016
- 『引揚・追放・残留 戦後国際民族移動の比較研究』蘭信三,松浦雄介共編. 名古屋大学出版会, 2019

### 翻訳
- イアン・カーショー『ヒトラー 上』石田勇治監修. 白水社, 2016

## 論文
- <川喜田敦子